# إيرونيبي
إيرونيبي (بالبرتغالية: Eirunepé‏) هي بلدية تقع في البرازيل في الأمازون (ولاية).[بحاجة لمصدر] يقدر عدد سكانها بـ 30,901 نسمة ومساحتها 16.079 كم2 وترتفع عن سطح البحر 508 متر.

## المناخ
يظهر الجدول التالي التغييرات المناخية على مدار السنة لإيرونيبي:
| البيانات المناخية لـإيرونيبي                    | البيانات المناخية لـإيرونيبي | البيانات المناخية لـإيرونيبي | البيانات المناخية لـإيرونيبي | البيانات المناخية لـإيرونيبي | البيانات المناخية لـإيرونيبي | البيانات المناخية لـإيرونيبي | البيانات المناخية لـإيرونيبي | البيانات المناخية لـإيرونيبي | البيانات المناخية لـإيرونيبي | البيانات المناخية لـإيرونيبي | البيانات المناخية لـإيرونيبي | البيانات المناخية لـإيرونيبي | البيانات المناخية لـإيرونيبي |
| الشهر                                           | يناير                        | فبراير                       | مارس                         | أبريل                        | مايو                         | يونيو                        | يوليو                        | أغسطس                        | سبتمبر                       | أكتوبر                       | نوفمبر                       | ديسمبر                       | المعدل السنوي                |
| ----------------------------------------------- | ---------------------------- | ---------------------------- | ---------------------------- | ---------------------------- | ---------------------------- | ---------------------------- | ---------------------------- | ---------------------------- | ---------------------------- | ---------------------------- | ---------------------------- | ---------------------------- | ---------------------------- |
| الدرجة القصوى °م (°ف)                           | 37.6 (99.7)                  | 37.4 (99.3)                  | 37.5 (99.5)                  | 38.7 (101.7)                 | 38.2 (100.8)                 | 37.0 (98.6)                  | 38.8 (101.8)                 | 38.3 (100.9)                 | 38.6 (101.5)                 | 39.4 (102.9)                 | 38.4 (101.1)                 | 38.0 (100.4)                 | 39.4 (102.9)                 |
| متوسط درجة الحرارة الكبرى °م (°ف)               | 32.6 (90.7)                  | 32.6 (90.7)                  | 32.8 (91.0)                  | 32.9 (91.2)                  | 32.2 (90.0)                  | 32.0 (89.6)                  | 32.7 (90.9)                  | 33.7 (92.7)                  | 34.0 (93.2)                  | 33.9 (93.0)                  | 33.5 (92.3)                  | 33.1 (91.6)                  | 33.0 (91.4)                  |
| المتوسط اليومي °م (°ف)                          | 26.1 (79.0)                  | 26.2 (79.2)                  | 26.3 (79.3)                  | 26.3 (79.3)                  | 25.7 (78.3)                  | 25.2 (77.4)                  | 25.2 (77.4)                  | 25.8 (78.4)                  | 26.3 (79.3)                  | 26.5 (79.7)                  | 26.4 (79.5)                  | 26.3 (79.3)                  | 26.0 (78.8)                  |
| متوسط درجة الحرارة الصغرى °م (°ف)               | 21.4 (70.5)                  | 21.5 (70.7)                  | 21.8 (71.2)                  | 21.6 (70.9)                  | 20.8 (69.4)                  | 19.8 (67.6)                  | 19.3 (66.7)                  | 19.8 (67.6)                  | 20.7 (69.3)                  | 21.5 (70.7)                  | 21.7 (71.1)                  | 21.8 (71.2)                  | 21.0 (69.8)                  |
| أدنى درجة حرارة °م (°ف)                         | 16.0 (60.8)                  | 16.0 (60.8)                  | 15.2 (59.4)                  | 15.0 (59.0)                  | 13.0 (55.4)                  | 8.5 (47.3)                   | 10.2 (50.4)                  | 11.6 (52.9)                  | 11.2 (52.2)                  | 14.2 (57.6)                  | 14.2 (57.6)                  | 12.8 (55.0)                  | 8.5 (47.3)                   |
| الهطول مم (إنش)                                 | 281.7 (11.09)                | 273.1 (10.75)                | 267.9 (10.55)                | 264.4 (10.41)                | 154.6 (6.09)                 | 87.8 (3.46)                  | 59.3 (2.33)                  | 78.0 (3.07)                  | 137.1 (5.40)                 | 189.6 (7.46)                 | 233.7 (9.20)                 | 278.0 (10.94)                | 2٬305٫2 (90.76)              |
| متوسط أيام هطول الأمطار (≥ 1.0 mm)              | 17                           | 16                           | 17                           | 15                           | 10                           | 8                            | 5                            | 6                            | 9                            | 12                           | 15                           | 16                           | 146                          |
| متوسط الرطوبة النسبية (%)                       | 84.4                         | 83.9                         | 84.1                         | 84.0                         | 84.4                         | 83.7                         | 81.7                         | 80.4                         | 80.5                         | 81.9                         | 83.8                         | 84.7                         | 83.1                         |
| ساعات سطوع الشمس الشهرية                        | 86.2                         | 71.9                         | 72.8                         | 95.4                         | 113.5                        | 131.2                        | 181.9                        | 157.2                        | 128.3                        | 115.5                        | 103.6                        | 94.3                         | 1٬351٫8                      |
| المصدر #1: Instituto Nacional de Meteorologia   |                              |                              |                              |                              |                              |                              |                              |                              |                              |                              |                              |                              |                              |
| المصدر #2: Meteo Climat (record highs and lows) |                              |                              |                              |                              |                              |                              |                              |                              |                              |                              |                              |                              |                              |